# 鳩谷市
鳩谷市（日语：／ Hatogaya shi */?）是埼玉縣東南部的一個人口約6萬人的市。曾是日本僅次于蕨市的面積第二小的市。地處大宮平原的最南端。2011年10月11日，編入川口市而廢止。

## 歷史
- 1889年4月1日 - 町村制施行，鳩之谷町余浦寺村合併，北足立郡鳩之谷町成立。
- 1901年5月3日 - 北足立郡北平柳村編入。
- 1940年4月1日 - 被編入川口市。
- 1950年11月1日 - 自川口市分出，改為鳩之谷町。
- 1967年3月1日 - 市制施行，改為鳩之谷市。
- 2001年3月28日 - 埼玉高速鐵道線開通，鳩谷車站、南鳩谷車站開業。
- 2011年10月11日 - 編入川口市而廢止。

## 行政

### 市長
- （無）木下達則

### 市議会
- 市民俱樂部（7議席）

熊井初雄（無黨籍）、高野皓司（無黨籍）、玉井恵章（無黨籍）、中山茂（社会民主党）、
野口宏明（無黨籍）、野崎一則（無黨籍）、昼間英司（無黨籍）
- 公明党（4議席）

伊藤ミエ、関由紀夫、西脇博、三浦みどり
- 日本共產黨（4議席）

奥田智子、金子幸弘、豊原美代子、野崎浩伸
- 自由民主黨・自民黨鳩之谷市議團（3議席）

岩井定一（自由民主党）、岩井博之（自由民主党）
西村喜代子

### 合併構想
2000年（平成12年），由川口市、草加市、蕨市、戶田市與鳩之谷市組成的開始進行合併的研究。之後草加市，戶田市相繼退出。2002年（平成14年）12月26日，剩余的3市組成了任意協議會「川口市・蕨市・鳩之谷市合併協議會」，、翌年12月移行為法定協議會。2004年（平成16年）進行了新市名的募集活動，人口占圧倒多數的川口這一名稱的「川口市」方案排名第一。之後合併協議會將6個方案減少到「川口市」和「武南市」（公募5位）兩個方案。最終鳩之谷市和蕨市的委員均選擇了「武南市」，決定以此為新市名。
這個結果導致了以川口市民為中心的大量市民的抗議。同年8月，川口市表示退出合併協議會。翌月合併協議會解散。合併協議会解散後，鳩之谷市進行了「有關合併的全家庭意向調査」，「與川口市合併」的意見達到了過半數。最終鳩之谷市於2011年併入川口市。